# Abacus Electronics
Abacus Electronics (Eigenschreibweise ABACUS electronics) ist Entwickler und Hersteller von Produkten der Elektronik und Elektromechanik mit besonderer Ausrichtung auf Audio-Verstärker, Aktivlautsprecher mit Analogtechnik. Das Unternehmen wurde 1983 in Nordenham an der Unterweser gegründet.
Kunden sind unter anderen Konsumenten, Tonstudios, Veranstalter, Institute, Forschungs- und Bildungseinrichtungen und weitere professionelle Anwender. Schwerpunkt bilden zurzeit verschiedene Audio-Verstärker und Aktivlautsprecher.

## Firmengeschichte
Abacus Electronics wurde 1983 von Karl-Heinz Sonder gegründet. Das Unternehmen spezialisierte sich von Beginn an auf die Entwicklung und Fertigung aktiver Lautsprecher und integrierter Verstärkertechnik. Bekannt wurde es durch die Abacus-Verstärker, die auf einem speziellen Class-AB-Verfahren basieren. In den 1980er-Jahren fanden die Produkte insbesondere im HiFi-Fachhandel Verbreitung.

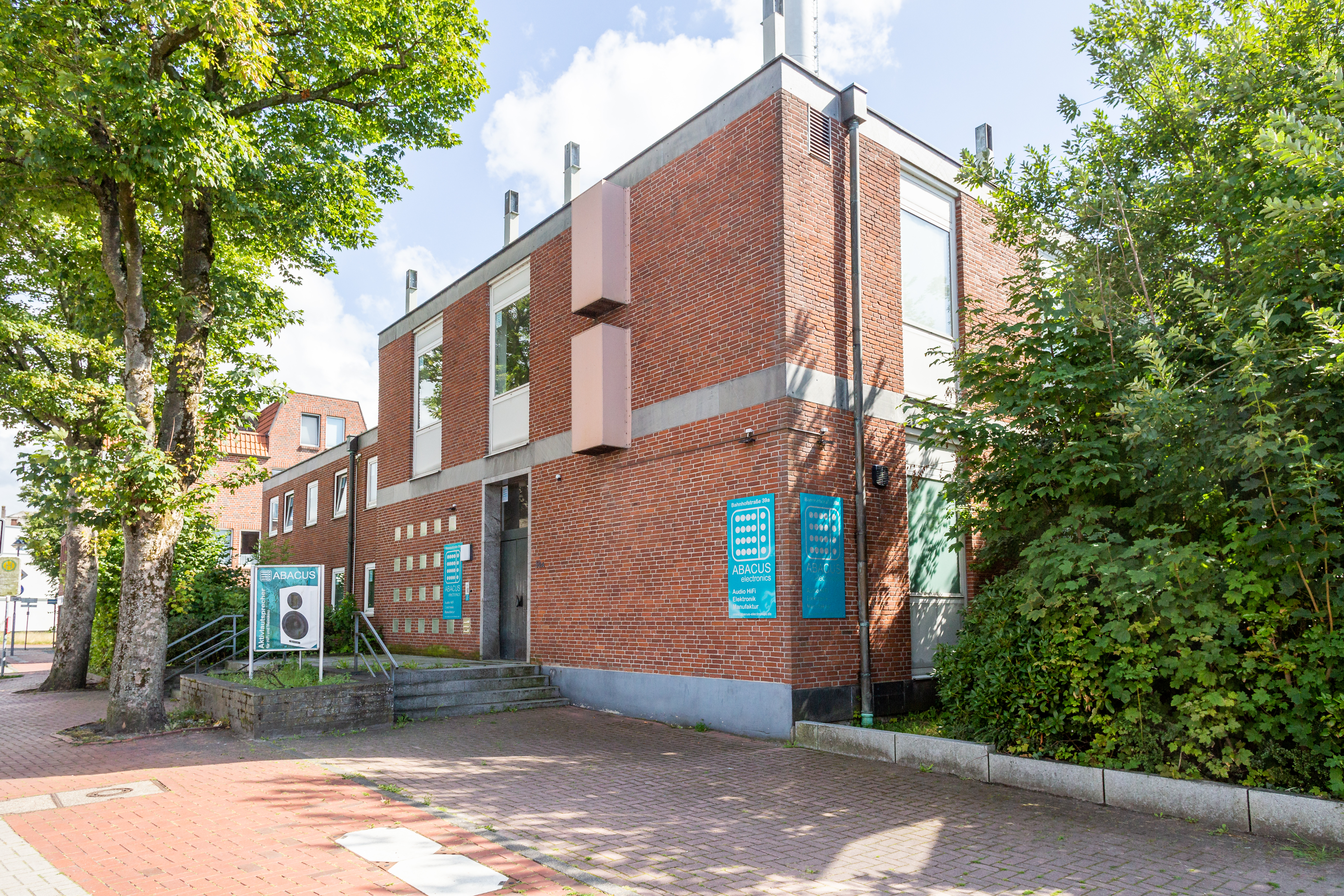
Abacus-Firmensitz in Nordenham

Seit Ende 2022 wird das Unternehmen von Hanno Sonder, dem Sohn des Gründers, weitergeführt. Unter seiner Leitung erfolgte eine stärkere Fokussierung auf professionelle Anwendungen, DSP-gesteuerte Elektroniklösungen und digitale Vertriebsformate wie YouTube. Der Unternehmenssitz befindet sich in Nordenham.

## Technik
Besonderes Merkmal der Geräte ist eine spezielle Transistor-Verstärkerschaltung, die lastunabhängig arbeitet, das heißt die Eigenschaften der angeschlossenen Komponenten (zum Beispiel Lautsprecher, Kabel und Folgegeräteeingänge) können keinen Einfluss auf das Signal nehmen.
Bei dieser Schaltung werden die Vorteile der traditionellen Röhrentechnik mit denen der Transistortechnik vereint. Die Schaltung arbeitet vom allgemein Üblichen abweichend in Emitter-Schaltung.
2014 wurde das Schaltungskonzept auch mit Feldeffekttransistoren als Dolifet (Drain-output load-independent field effect transistor) realisiert, also als „Drain-Ausgang lastunabhängiger Feldeffekttransistor“. Geräte auf Basis dieser Techniken werden zunehmend in den Studios der Tontechnik bei Produktion und Übertragung und in der Veranstaltungstechnik eingesetzt. Verschiedene Testinstitute verwenden Abacus-Produkte als Referenzgeräte zu Mess- und Prüfungszwecken.

## Produktschwerpunkte

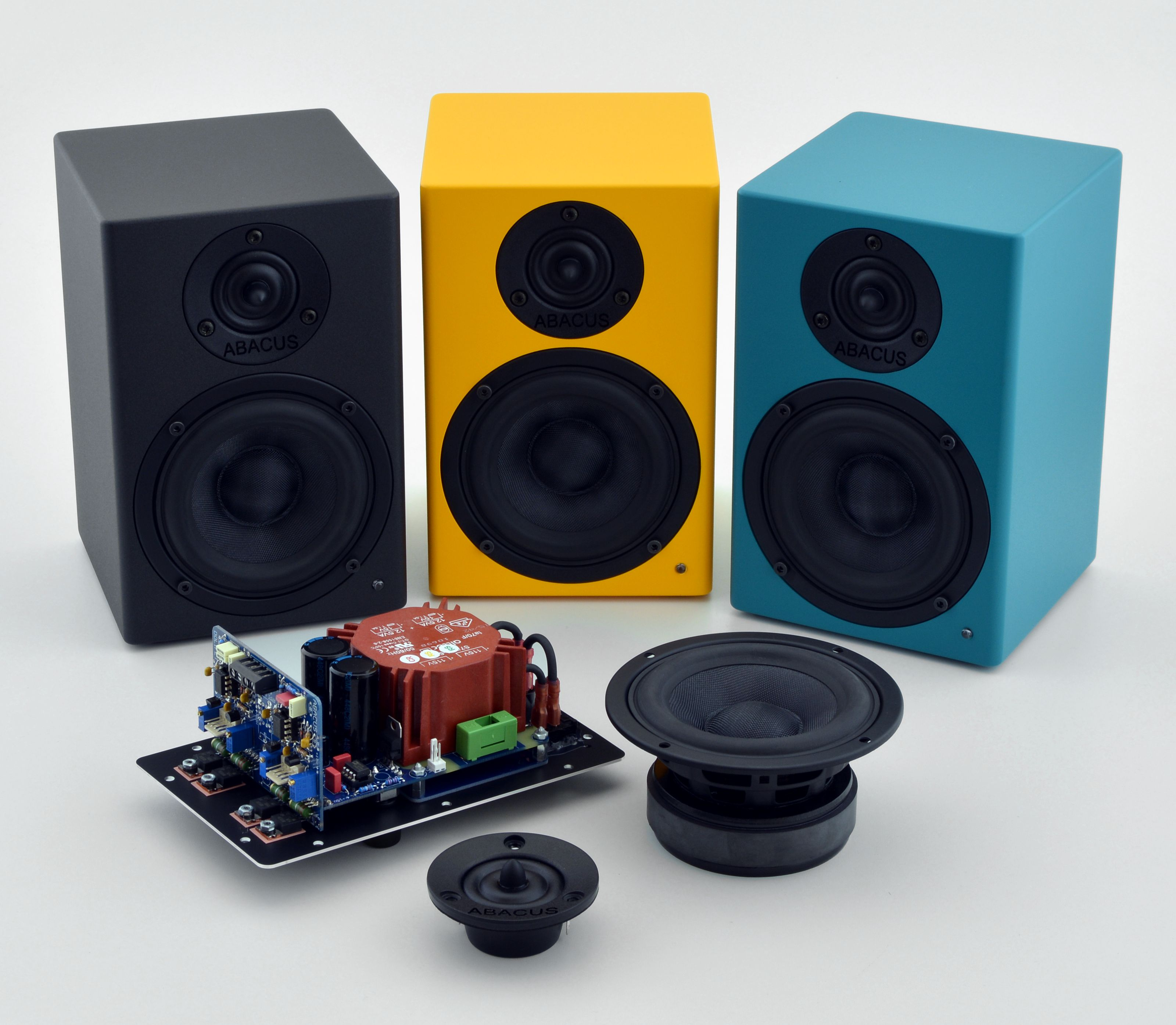
ABACUS C-Box 3 und ihr „Innenleben“ – ein aktuelles Abacus-Produkt

- Audio-HiFi-Verstärker,
- Aktivlautsprecher,
- Vorverstärker,
- Leitungstreiber,
- Lautsprecher,
- PA-Aktivlautsprecher